# Espagnol équatorien
L'espagnol équatorien (espagnol : español ecuatoriano) est la variante de l'espagnol employée en Équateur. L'espagnol est la langue officielle et la plus utilisée par les habitants du pays. Les variétés dialectales équatoriennes font partie du macrodialecte américain.

## Caractéristiques
Les trois principaux dialectes du pays sont les suivants :
- L'espagnol côtier (es), utilisé dans la région côtière et les îles Galápagos.
- L'espagnol andin (es), utilisé dans la région de la Sierra.
- L'espagnol amazonien (es), utilisé dans la région de l'Amazone.